# Август (герцог Саксен-Лауэнбурга)
Август Саксен-Лауэнбургский (нем. August von Sachsen-Lauenburg; 17 февраля 1577, Ратцебург — 18 января 1656, Лауэнбург) — герцог Саксен-Лауэнбурга в 1619—1656 годах.

## Биография
Август — старший сын герцога Франца II Саксен-Лауэнбургского и его первой супруги Маргариты (1547—1619), дочери герцога Филиппа I Померанского. Август наследовал отцу в 42 года. Во избежание споров с младшими сводными братьями Август заключил с ними 4 октября 1619 года в Лауэнбурге династический договор, подтверждавший его единоличную власть в герцогстве.
В 1626 году после смерти мачехи Марии Брауншвейг-Вольфенбюттельской Август захватил её вдовьи владения в амте Нойхаус, что привело к конфликту с её сыновьями. Несмотря на нейтралитет Августа в Тридцатилетнюю войну, герцогство понесло большой урон, прежде всего из-за его младшего сводного брата Франца Карла, поддерживавшего Швецию. После смерти наследного принца Иоганна Адольфа в 1646 году борьба между братьями за наследство разгорелась с новой силой. Август был похоронен в Ратцебургском соборе.

## Потомки
Август был женат дважды. Его первой супругой 5 марта 1621 года в Хузуме стала Елизавета София (1599—1627), дочь герцога Иоганна Адольфа Шлезвиг-Гольштейн-Готторпского. У них родились:
- София Маргарита (1622—1637)
- Франц Август (1623—1625)
- Анна Елизавета (1624—1688), супруга ландграфа Вильгельма Кристофа Гессен-Гомбургского (1625—1681), развод в 1672 году
- Сибилла Гедвига (1625—1703), супруга герцога Франца Эрдмана Саксен-Лауэнбургского (1629—1666)
- Иоганн Адольф (1626—1646)
- Филипп Фридрих (1627)

Во втором браке Август состоял с 4 июня 1633 года с Екатериной Ольденбургской (1582—1644), дочерью графа Иоганна VII Ольденбургского. В этом браке детей не было.